# Chilhowie
La ville de Chilhowie (en anglais [tʃɪlˈhaʊi]) est située dans le comté de Smyth, dans le Commonwealth de Virginie, aux États-Unis. Sa population s’élevait à 1 781 habitants lors du recensement de 2010, estimée à 1 721 habitants en 2016.

## Source
- (en) Cet article est partiellement ou en totalité issu de l’article de Wikipédia en anglais intitulé « Chilhowie, Virginia » (voir la liste des auteurs).